# عطاءالله سمیعی
دکتر عطاءالله سمیعی (۱۲۷۲ تهران - ۱۳۲۳ تهران) پزشک، مدیر دولتی و نماینده مجلس شورای ملی در دوران پهلوی بود.
از خاندان سمیعی گیلان، فرزند میرزا ابراهیم مدبرالدوله و برادر کوچکتر عنایت‌الله سمیعی بود که در دوران سلطنت رضاشاه به وزارت امورخارجه رسید. در رشته کشاورزی در بلژیک تحصیل کرد و پس از بازگشت به ایران در سال ۱۳۰۰ وارد خدمت وزارت داخله (کشور) شد. همزمان در مدرسه طب تحصیل کرد و به و ریاست کل حسابداری صحیه رسید. در سال ۱۳۰۵ برای ادامه تحصیل در رشته پزشکی به اروپا رفت و همزمان، معاون سرپرست محصلین ایرانی در اروپا بود. پس از بازگشت به ایران، چندی پزشک موسسات دولتی بود تا اینکه در سال ۱۳۰۹ به نمایندگی فومن در مجلس شورای ملی انتخابات شد و این کرسی را شش دوره حفظ کرد. در کنار نمایندگی مجلس، مدتی رئیس بهداری بانک ملی و چند سال عضو انجمن شهر تهران بود. او بر اثر بیماری قلبی درگذشت.